# Сараландж (Арагацотнская область)
Сараландж (арм. Սարալանջ) — село в Арагацотнской области в Армении. Ближайший город — Апаран.